# Nkosi Mphakanyiswa Gadla Mandela
Nkosi Mphakanyiswa Gadla Mandela (dito Henry Mandela - c. 1880 - 1928) foi um chefe zulu da África do Sul, pai do líder Nelson Mandela e neto do rei Ngubengcuka.

## Biografia
Gadla era chefe tribal da vila de Mvezo, e conselheiro do regente do povo Tembu, Jongintaba Dalindyebo.
Certa feita foi acusado de deixar fugir um boi e, recebendo a citação da justiça dos brancos recusou-se a comparecer, por somente reconhecer a justiça tribal. Mudou-se então para Qunu, destituído de sua posição de chefia por confrontar a autoridade colonial.
Tinha quatro esposas, com as quais teve treze filhos: nove mulheres e quatro homens. Nosekeni Fanny, mãe de Mandela, era a terceira esposa, na hierarquia nobiliárquica.
Morreu em 1928 vítima da tuberculose quando seu filho Nelson Mandela contava nove anos.